# Wassili Pawlowitsch Aksjonow

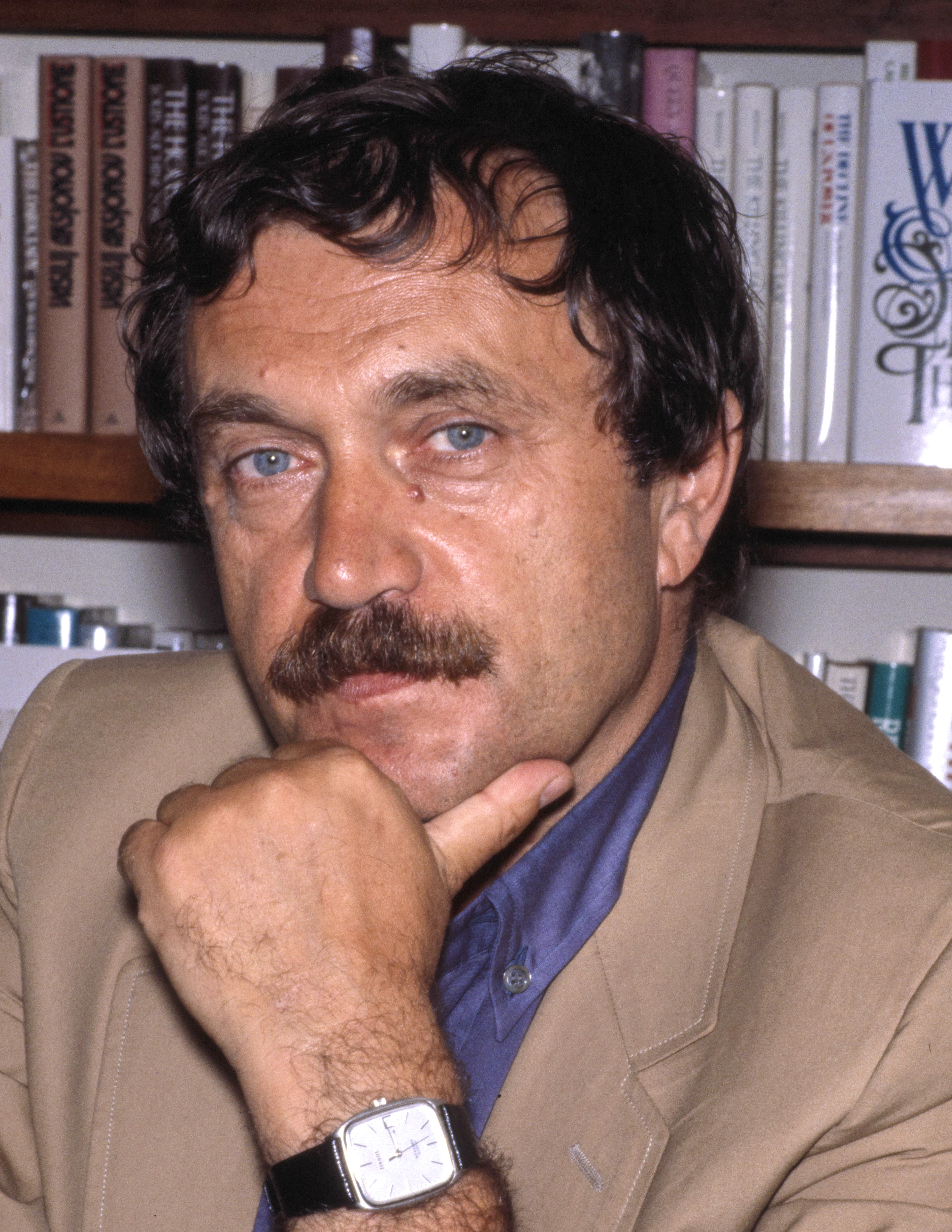
Wassili Aksjonow, 1980

Wassili Pawlowitsch Aksjonow (russisch Василий Павлович Аксёнов, wissenschaftliche Transliteration Vasilij Pavlovič Aksënov, * 20. August 1932 in Kasan; † 6. Juli 2009 in Moskau) war ein russischer Schriftsteller. Er begann seine Laufbahn in der Sowjetunion und musste später in die USA emigrieren.

## Leben
Aksjonows Mutter war Jewgenija Ginsburg, die 18 Jahre ihres Lebens in stalinistischen Lagern und in der Verbannung verbrachte. Ihre Geschichte schilderte sie in ihren 1967 erschienenen Memoiren Krutoi marschrut.
Nach der Verhaftung beider Eltern 1937 wurde Wassili Aksjonow zunächst in ein Waisenheim nach Kostroma verbracht. Ab 1938 kam er in die Obhut seines Onkels und besuchte ab 1940 eine Schule in Kasan. Im 16. Lebensjahr zog Aksjonow zu seiner Mutter nach Magadan, die dort nach zehn Jahren Zwangsarbeit in einem Straflager der Kolyma-Region in Verbannung lebte. Später studierte er Medizin in Leningrad. 1958 übersiedelte er nach Moskau.
Von 1956 bis 1960 arbeitete er als Arzt, hatte jedoch schon während des Studiums begonnen, Skizzen und Erzählungen zu schreiben. Seine ersten Erzählungen veröffentlichte er in den 1960er Jahren, die vor allem bei jungen Lesern bald sehr beliebt waren. 1979 geriet er wegen seiner Mitarbeit am Untergrund-Literaturalmanach Metropol gemeinsam mit Andrei Bitow, Fasil Iskander, Wiktor Jerofejew und Jewgeni Popow unter Druck.

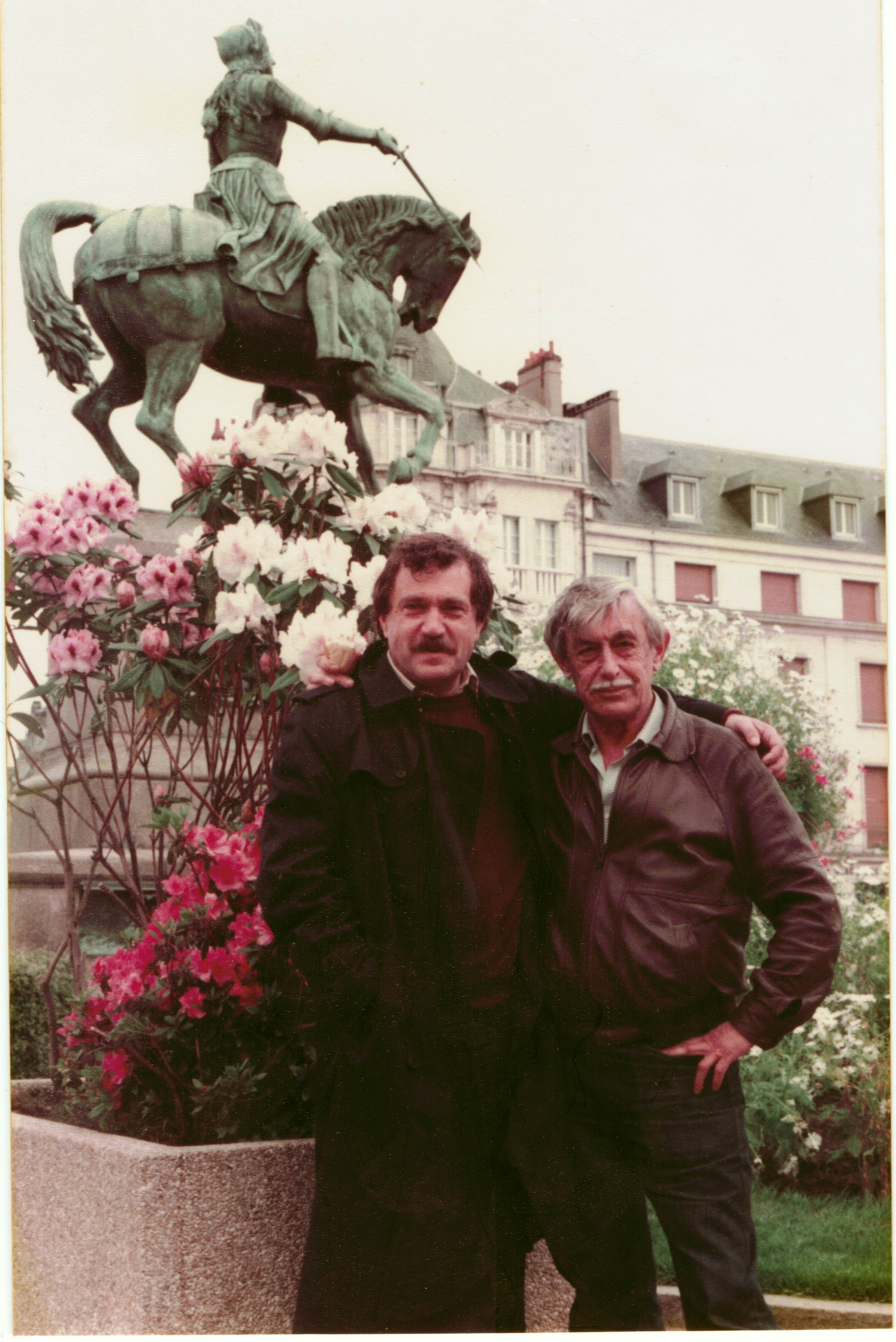
Wassili Aksjonow (links) mit Wiktor Nekrassow (vor der Reiterstatue von Jeanne d’Arc, Place du Martroi, Orléans, 1983)

1980 folgte Aksjonow der Einladung einer amerikanischen Universität und nahm seinen ständigen Wohnsitz in den Vereinigten Staaten, wo er seine schriftstellerische Tätigkeit fortsetzte. Bis 2003 lehrte er als Professor für Russisch an der George Mason University in Fairfax (Virginia). 2004 übersiedelte er nach Biarritz. Die weiteren Jahre verbrachte er wechselweise in Frankreich und Moskau, wo er im Juli 2009 starb. Sein Grab befindet sich auf dem Wagankowoer Friedhof in Moskau.

## Werk
Erste Erzählungen Aksjonows erschienen in der Zeitschrift Junost, deren Redaktionskollegium er angehörte.
In seinen Werken verarbeitete Aksjonow die Erfahrungen seiner Familie in der Stalin-Zeit. Die im politischen und geistigen Leben der UdSSR einsetzende Tauwetter-Periode der 1960er-Jahre erlaubte es ihm, sich dieses Themas anzunehmen.
1981 erschien im Exil in englischer Übersetzung erstmals der 1979 verfasste Roman The Island of Crimea (Остров Крым), der u. a. erzählt, wie die Krim von der Moskauer Regierung durch eine Invasion „befreit“ wird. Im englischsprachigen Westen wurde Aksjonow mit dem Roman „The Burn“ (russisch: „Ожог“, 1975; deutsch: „Gebrannt“, 1986) und der Trilogie „Generations of Winter“ (russisch: Московская сага, 1989–1993) bekannt, Werken, in denen er sich mit dem Tabuthema der stalinistischen Verfolgungen auseinandersetzt. „Generations of Winter“ erzählt die Geschichte der Arztfamilie Gradow in den Jahren 1925–1953. Der Roman wurde in Russland 2004 als mehrteilige Fernsehserie aufwändig verfilmt.
Für seinen 2004 erschienenen Roman „Voltarianer und Voltarianerinnen“ erhielt Aksjonow den mit 15.000 US-Dollar dotierten Literaturpreis Booker – Offenes Russland. Aksjonows Bücher wurden in mehrere Sprachen übersetzt. Verfilmungen seiner Bücher entstanden in Russland und Frankreich. Außerdem schrieb er Theaterstücke.

## Erzählungen und Romane
- 1960 Коллеги, – Drei trafen sich wieder (1962, Deutsch von Juri Elperin)
- 1961 Звездный билет, – Fahrkarte zu den Sternen – Roman (1962), – Sternenbillet
- 1963 Апельсины из Марокко – Apfelsinen aus Marokko (1965, Kultur u. Fortschritt)
- 1964 Пора, мой друг, пора – Es ist Zeit, mein Freund, es ist Zeit (Roman, Stuttgart 196?, Taschenbuchausgabe München 1970)
- 1966 На полпути к луне – Auf halbem Weg zum Mond: Erzählungen (1977, Aufbau-Verlag, aus dem Russischen Juri Elperin)
- 1968 Затоваренная бочкотара – Defizitposten Fassleergut (in Sinn und Form) 1/1969; Rütten & Loening Berlin 1969, – Defizitposten Faßleergut. Novelle mit Übertreibungen und Traumgesichten (1975, München, aus dem Russischen von Thomas Reschke)
- 1971 Любовь к электричеству – Die Liebe zur Elektrizität. Historischer Roman. (1973, Berlin, Volk und Welt, aus dem Russischen von Günter Jäniche)
- 1972 Миллион разлук – Eine Million Trennungen (Erzählungen, Berlin 1978, Aufbau Verlag, aus dem Russischen von Thomas Reschke)
- 1972 Поиски жанра – Der rosa Eisberg oder Auf der Suche nach der Gattung. (Roman, Frankfurt 1991, aus dem Russischen von Rosemarie Tietze, ISBN 3-596-10427-0)
- 1972 Ein Denkmal für meinen Urgroßvater‘(1978, deutsch von Thomas Reschke, Lizenznr. 304-260/87/77-(10))
- 1979 Остров Крым – The Island of Crimea (1981) – Die Insel Krim (1986, Deutsch von Marlene Milack-Verheyden, ISBN 3-550-06484-5)
- 1980 Ожог – The Burn – Gebrannt (1983, Deutsch von Liesl Ujvary und Ute Spengler, ISBN 3-550-06371-7)
- 1985 Скажи изюм – Sag Rosine. Roman in Moskauer Traditionen (Roman, München 1990, aus dem Russischen von Marlene Milack-Verheyden, ISBN 3-492-03157-9)

## Theater
- 1959 „Kollegen“
- 1965 „Stets im Verkauf“
- 1969 „Duell“
- 1979 „Die vier Temperamente“ veröffentlicht im Literaturalmanach „Metropol“, New York und London 1979, ISBN 0-393-01438-X